# Schuyler Falls
Schuyler Falls est une municipalité (town) américaine de l'État de New York, située dans le comté de Clinton.

## Géographie
La municipalité s'étend sur 96,5 km2 dans le parc Adirondack, au sud-est du comté de Clinton,. Le cours de la Saranac marque sa limite septentrionale cependant que la Salmon river arrose sa partie sud et son chef-lieu du même nom.
Elle comprend Schuyler Falls au sud, qui est son siège administratif, ainsi que les localités de Banker Corners, Fanlon Corners, Norrisville, Rock Corners, Woods Mill et la partie de Morrisonville située sur la rive sud de la Saranac.
|         | Plattsburgh    |             |
| Saranac | Schuyler Falls | Plattsburgh |
|         | Peru           |             |

## Histoire
Les premiers habitants s'installent à la fin du XVIIIe siècle et la municipalité est fondée en 1848 par détachement du territoire de celle de Plattsburgh.

## Politique et administration
La municipalité est administrée par un superviseur et un conseil de quatre membres élus pour deux ans.